# Astragalus distans
Astragalus distans es una especie de planta del género Astragalus, de la familia de las leguminosas, orden Fabales.

## Distribución
Astragalus distans se distribuye por Irán (Kashan).

## Taxonomía
Fue descrita científicamente por Fisch. Fue publicada en Bulletin de la Société Imperiale des Naturalistes de Moscou 26(II): 472 (1853).